# Jules Bovery
Jules Bovery, geboren als Antoine Nicolas Joseph Bovy, (Luik, 21 oktober 1808 – Parijs 17 juli 1868) was een Belgisch dirigent en componist.
Hij kreeg zijn muziekopleiding eerst in Luik, maar daarna aan het Conservatorium van Parijs. Hij was eerst werkzaam als kapelmeester te Rijsel en Gent, maar werkte ook in Amsterdam (1839) en Antwerpen. Hij vertrok naar Parijs. Hij werkte daar bij diverse verschillende operettetheaters, zoals Théâtre Déjazet (toen nog Follies-Nouvelles geheten). Zijn composities moeten dan ook in die hoek gezocht worden, komische opera’s, operettes, maar ook enkele ouvertures. Hij woonde enige tijd in Douai (Dowaai) en zag daar zijn opera Paul I in première gaan.
In 1854 zat hij in een jury voor een zangwedstrijd, medejurylid was Ambroise Thomas.
Werken:
- Mathieu Laensberg (1833)
- Leila, ou le giaour (1839)
- La tour de Rouen (1843)
- Charles II (1844)
- Jacques van Artevelde (1846) naar het leven van Jacob van Artevelde
- Les jolis chasseurs (1855)
- Zerbine (1856)
- Madama Mascarille (1856) aangehaald door Oscar Wilde in zijn beschrijving van het leven in Parijs
- A la brune (1858)
- Le mouton de Bengale (1867)
- Un cousin de retour de l'Inde (1868)
- Estafette (1879)
- En contravention (1880)
- Le donjon de Vincennes
- Les etrennes du bon dieu
- Les boutons de manchettes

- Biblioteca Nacional de España: XX1510625
- Bibliothèque nationale de France: cb16297860z (data)
- Gemeinsame Normdatei: 116300043
- International Standard Name Identifier: 0000 0001 1753 9633
- Library of Congress Control Number: no2010128453
- Système universitaire de documentation: 231683189
- Virtual International Authority File: 27818421
- WorldCat: E39PBJdM9VDtcb4MbXTD7tCG73